# Parrocchie della diocesi di Civitavecchia-Tarquinia

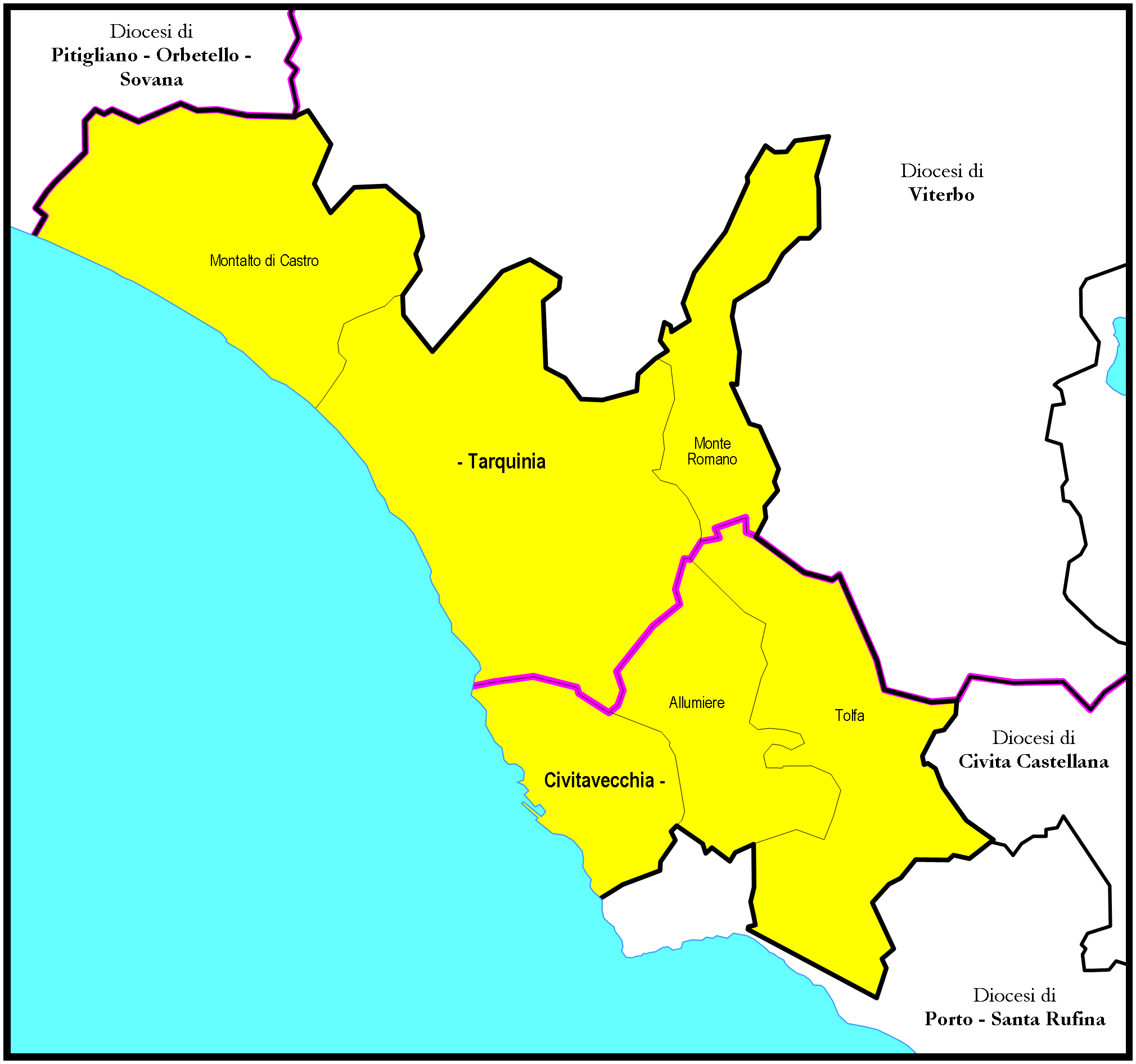
Il territorio della diocesi

La diocesi di Civitavecchia-Tarquinia è divisa in 27 parrocchie.

## Zone pastorali
La diocesi è organizzata in 2 zone pastorali.

### Zona pastorale di Civitavecchia
| Parrocchia                                               | Patrono                                | Comune        | Frazione/Quartiere       | Web |
| -------------------------------------------------------- | -------------------------------------- | ------------- | ------------------------ | --- |
| Civitavecchia - Cattedrale                               | San Francesco d'Assisi                 | Civitavecchia | centro                   |     |
| Santa Maria Assunta                                      | Santa Maria Assunta                    | Civitavecchia | centro                   |     |
| Santi Martiri Giapponesi                                 | Santi Martiri Giapponesi               | Civitavecchia | pirgo                    |     |
| Sacra Famiglia (Società Salesiana di San Giovanni Bosco) | Sacra Famiglia                         | Civitavecchia | centro                   |     |
| San Felice da Cantalice (Ordine Francescano)             | San Felice da Cantalice                | Civitavecchia | zona Cappuccini          |     |
| Gesù Divino Lavoratore                                   | Gesù Divino Lavoratore                 | Civitavecchia | quartiere Cisterna-Faro  |     |
| Sacro Cuore                                              | Sacro Cuore di Gesù                    | Civitavecchia | centro                   |     |
| San Pio X                                                | San Pio X                              | Civitavecchia | zona ex Italcementi      |     |
| San Francesco di Paola                                   | San Francesco di Paola                 | Civitavecchia | centro                   |     |
| San Giuseppe                                             | San Giuseppe                           | Civitavecchia | quartiere Campo dell'oro |     |
| San Gordiano Martire                                     | San Gordiano Martire                   | Civitavecchia | quartiere San Gordiano   |     |
| Santi Liborio e Vincenzo Maria Strambi                   | Santi Liborio e Vincenzo Maria Strambi | Civitavecchia | quartiere San Liborio    |     |
| Santissima Trinità                                       | Santissima Trinità                     | Civitavecchia | quartiere Cisterna-Faro  |     |
| Allumiere                                                | Santa Maria Assunta                    | Allumiere     | centro                   |     |
| Aurelia                                                  | San Pietro Apostolo                    | Civitavecchia | Aurelia                  |     |
| La Bianca                                                | Nostra Signora di Lourdes              | Allumiere     | La Bianca                |     |
| Pantano                                                  | Sant'Agostino                          | Civitavecchia | Pantano                  |     |
| Tolfa                                                    | Sant'Egidio Abate                      | Tolfa         | centro                   |     |

### Zona pastorale di Tarquinia
| Parrocchia                         | Patrono                            | Comune             | Frazione/Quartiere | Web |
| ---------------------------------- | ---------------------------------- | ------------------ | ------------------ | --- |
| Tarquinia - Concattedrale          | Santi Margherita e Martino         | Tarquinia          | centro             |     |
| Santi Giovanni Battista e Leonardo | Santi Giovanni Battista e Leonardo | Tarquinia          | centro             |     |
| Santa Lucia Filippini              | Santa Lucia Filippini              | Tarquinia          | centro             |     |
| Madonna dell'Ulivo                 | Santa Madonna dell'Ulivo           | Tarquinia          | centro             |     |
| Tarquinia Lido                     | Maria Santissima Stella del Mare   | Tarquinia          | Tarquinia Lido     |     |
| Montalto di Castro                 | Santa Maria Assunta                | Montalto di Castro | centro             |     |
| Montalto - Gesù Eucaristico        | Gesù Eucaristico                   | Montalto di Castro | periferia          |     |
| Monte Romano                       | Santo Spirito                      | Monte Romano       | centro             |     |
| Pescia Romana                      | San Giuseppe Operaio               | Montalto di Castro | Pescia Romana      |     |